# Dren Hodja
Dren Hodja (* 27. März 1994 in Offenbach am Main) ist ein deutsch-albanischer Fußballspieler, der meist im offensiven Mittelfeld eingesetzt wird.

## Werdegang
Seine ersten Schritte im Seniorenbereich machte Hodja bei der Reservemannschaft des FC Schalke 04 in der Regionalliga West. Im Sommer 2015 wechselte er zum Drittligisten VfR Aalen, für den er am 19. Spieltag auswärts in Bremen in der 3. Profi-Liga debütierte. Es folgte noch ein zweiter Einsatz gegen Fortuna Köln, ehe er in der Winterpause 2015/16 zu seinem früheren Jugendverein Kickers Offenbach zurückkehrte. Bei dem Regionalligisten konnte er sich als Stammspieler durchsetzen und wurde in den folgenden Spielzeiten mit 12 (2016/17) beziehungsweise 14 (2017/18) erzielten Toren jeweils bester Torschütze der Mannschaft. Nach dem Trainerwechsel von Oliver Reck zu Daniel Steuernagel kam er in der anschließenden Saison 2018/19 jedoch zwar immer noch regelmäßig, aber seltener zum Einsatz.
Im Sommer 2019 wechselte er zum Ligakonkurrenten FC Bayern Alzenau. Im Sommer 2020 schloss er sich dem Ligakonkurrenten FC Gießen an, wo sein Vertrag im Januar 2021 jedoch auf eigenen Wunsch wieder aufgelöst wurde.
Nach halbjähriger Vereinslosigkeit verpflichtete ihn im Sommer 2021 der Regionalligist FSV Frankfurt. Nach einem halben Jahr wurde sein Vertrag dort im Januar 2022 in beidseitigem Einvernehmen wieder aufgelöst. Hodja kehrte daraufhin für den Rest der Saison zum FC Bayern Alzenau zurück, der zwischenzeitlich in die fünftklassige Hessenliga abgestiegen war.